# Ingineria coroziunii
Ingineria coroziunii este disciplina de specialitate care necesită aplicarea cunoștințelor științifice, tehnice și inginerești, împreună cu legile naturale și resursele fizice pentru a proiecta și implementa materiale, structuri, dispozitive, sisteme și proceduri pentru a gestiona fenomenul natural cunoscut sub numele de coroziune.

## Context general
Dintr-o perspectivă holistică, coroziunea este fenomenul metalelor care revin la starea în care se găsesc în natură. Forța motrice care determină corodarea metalelor este o consecință a existenței lor temporare în formă metalică. Pentru a produce metale pornind de la minerale și minereuri naturale, este necesară furnizarea unei anumite cantități de energie, de ex. minereu de fier într-un furnal. Prin urmare, este inevitabil termodinamic ca aceste metale atunci când sunt expuse în diverse medii să revină la starea lor nativă în natură. Ingineria coroziunii implică astfel un studiu de cinetică chimică, termodinamică și electrochimie.
În general, legată de metalurgie sau știința materialelor, ingineria coroziunii se referă, de asemenea, la nemetalice, inclusiv ceramică, ciment, materiale compozite și materiale conductive, cum ar fi carbon / grafit. Inginerii de coroziune gestionează adesea alte procese care nu sunt strict de coroziune, incluzând (fără a se limita la) fisurarea, fractura fragilă, microfisurarea, coroziunea sub solicitări de deformare, eroziunea și mai tipic categorisite drept gestionarea infrastructurii. În anii 90, Imperial College London a oferit chiar un master în știință, intitulat „Coroziunea materialelor inginerești”. UMIST - Institutul de Știință și Tehnologie al Universității din Manchester și acum parte a Universității din Manchester a oferit, de asemenea, un curs similar. Cursurile de masterat în ingineria coroziunii sunt disponibile la nivel mondial, iar programele conțin materiale de studiu despre controlul și înțelegerea coroziunii.
În anul 1995, s-a raportat că costurile cauzate de coroziune la nivel național în SUA au fost de aproape 300 de miliarde de dolari pe an. Acest lucru a confirmat rapoartele anterioare de daune aduse economiei mondiale cauzate de coroziune.
Grupuri de ingineria coroziunii s-au format în întreaga lume pentru a ajuta la educarea și prevenirea, încetinirea și gestionarea efectelor coroziunii. Exemple de astfel de grupuri sunt Asociația Națională a Inginerilor de Coroziune (NACE) și Federația Europeană de Coroziune (EFC) și Institutul de Coroziune din Marea Britanie. Principala sarcină a inginerilor de coroziune este de a gestiona economic și în siguranță efectele coroziunii asupra materialelor.
Zaki Ahmad în cartea sa „Principiile ingineriei coroziunii și controlul coroziunii” afirmă că „Ingineria coroziunii este aplicarea principiilor evoluate din știința coroziunii pentru a reduce sau a preveni coroziunea”  Shreir și colab. sugerează, de asemenea, în volumul lor mare de 2 volume, intitulat Corrosion. Ingineria coroziunii implică proiectarea schemelor de prevenire a coroziunii și implementarea codurilor și practicilor specifice. Măsurile de prevenire a coroziunii, inclusiv protecția catodică, destinate prevenirii coroziunii și acoperirii structurilor se încadrează în regimul ingineriei coroziunii. Cu toate acestea, știința coroziunii și ingineria merg mână în mână și nu pot fi separate: este o alianță permanentă pentru a produce metode noi și mai bune de protecție din când în când. Aceasta poate include utilizarea inhibitorilor de coroziune. În „Manualul ingineriei coroziunii", autorul Pierre R. Roberge afirmă că „coroziunea este atacul distructiv al unui material prin reacție cu mediul său. Consecințele grave ale procesului de coroziune au devenit o problemă de importanță mondială”.
Unii dintre cei mai notabili contribuitori la disciplina Ingineria coroziunii includ, printre alții:•Michael Faraday (1791–1867)
•Marcel Pourbaix (1904–1998)
•Dr. Herbert H. Uhlig (1907–1993)
•Ulick Richardson Evans (1889–1980)
•Mars G. Fontana (1910–1988)
•Melvin Romanoff
•Pierre R. Roberge.

## Legături externe
- NACE (formerly known as the National Association of Corrosion Engineers) NACE International Arhivat în 19 iunie 2010, la Wayback Machine.
- European Federation of Corrosion  http://www.efcweb.org/
- The Institute of Corrosion UK